# Puchar Ligi Angielskiej w piłce nożnej (2005/2006)

## 1. runda
23 sierpnia 2005
| Scunthorpe         | 2 - 1         | Tranmere            |
| Lincoln City       | 5 - 1         | Crewe Alexandra     |
| Burnley            | 2 - 1         | Carlisle            |
| Swindon Town       | 1 - 3         | Wycombe Wanderers   |
| Bristol City       | 2 - 4         | Barnet              |
| Gillingham         | 1 - 0         | Oxford United       |
| Northampton        | 3 - 0         | Queens Park Rangers |
| Milton Keynes Dons | 0 - 1         | Norwich City        |
| Stockport          | 2 - 4         | Sheffield Wednesday |
| Preston            | 2 - 2 (k.3-4) | Barnsley            |
| Shrewsbury         | 2 - 2 (k.3-2) | Brighton            |
| Rochdale           | 0 - 5         | Bradford            |
| Bury               | 0 - 3         | Leicester City      |
| Wrexham            | 0 - 1         | Doncaster           |
| Leeds United       | 2 - 0         | Oldham Athletic     |
| Sheffield United   | 1 - 0         | Boston United       |
| Nottingham Forest  | 2 - 3         | Macclesfield        |
| Rotherham          | 3 - 1         | Port Vale           |
| Blackpool          | 2 - 1         | Hull                |
| Plymouth           | 2 - 1         | Peterborough        |
| Cheltenham         | 5 - 0         | Brentford           |
| Watford            | 3 - 1         | Notts County        |
| Ipswich            | 0 - 2         | Yeovil              |
| Leyton Orient      | 1 - 3         | Luton               |
| Millwall           | 2 - 0         | Bristol Rovers      |
| Mansfield          | 1 - 1 (k.3-0) | Stoke               |
| Wolverhampton      | 5 - 1         | Chester             |
| Hartlepool         | 3 - 1         | Darlington          |
| Reading            | 3 - 1         | Swansea             |
| Crystal Palace     | 3 - 0         | Walsall             |

24 sierpnia 2005
| Chesterfield       | 2 - 4         | Huddersfield |
| Colchester         | 0 - 2         | Cardiff      |
| Torquay            | 0 - 0 (k.3-4) | Bournemouth  |
| Derby County       | 0 - 1         | Grimsby      |
| Rushden & Diamonds | 0 - 3         | Coventry     |

## 2. runda
20 września 2005
- Yeovil - Millwall 1 - 2
- Davies 87' - Dunne 48', Asaba 53'
- Wycombe - Aston Villa 3 - 8
- Tyson 6', R. Johnson 18', Mooney 39' - S. Davis 14', 90', Baroš 48', Milner 64', 86', Easton 69' - sam., Barry 73' - k., 78'
- Wigan - Bournemouth 1 - 0
- Roberts 86'
- West Brom - Bradford 4 - 1
- Ellington 23', 72', Kamara 33', Earnshaw 77' - Schumacher 45'
- Watford - Wolverhampton 2 - 1 (po dogr.)
- Carlisle 45', 104' - Miller 12'
- Sunderland - Cheltenham 1 - 0 (po dogr.)
- Le Tallec 92'
- Shrewsbury - Sheffield United 0 - 0 k. 3 - 4
- Sheffield Wednesday - West Ham 2 - 4
- Coughlan 76', Graham 77' - Zamora 2', 63', Dailly 54', Bellion 84'
- Scunthorpe - Birmingham 0 - 2
- Forssell 15', 70' - k.
- Rotherham - Leeds United 0 - 2
- Cresswell 19', 28'
- Reading - Luton 1 - 0
- Oster 80'
- Norwich - Northampton 2 - 0
- Huckerby 34' - k., Ashton 78'
- Mansfield - Southampton 1 - 0
- Coke 68'
- Leicester - Blackpool 2 - 1
- de Vries 17', 79' - Parker 68'
- Grimsby - Tottenham 1 - 0
- Kamudimba Kalala 89'
- Gillingham - Portsmouth 3 - 2 (po dogr.)
- Byfield 42', Ashdown 56' - sam, Crofts 94 - O'Neill 24', Taylor 48' - k.
- Crystal Palace - Coventry 1 - 0
- Reich 67'
- Charlton - Hartlepool 3 - 1
- Johansson 43' - k., Bent 73', Bothroyd 80' - Daly 40'
- Cardiff - Macclesfield 2 - 1
- Ledley 50', Koumas 81' - Bullock 5'
- Burnley - Barnsley 3 - 0
- Lowe 28', Akinbiyi 52', Spicer 59'
- Barnet - Plymouth 2 - 1
- King 12', Grazioli 46' - Buzsaky 19'

21 września 2005
- Fulham - Lincoln City 5 - 4 (po dogr.)
- Rehman 26', Helguson 31', Rosenior 93', Radzinski 95', McBride 120' - Green 70', Volz 82' - sam., Kerr 101', Robinson 115'
- Doncaster - Man. City 1 - 1 k. 3 - 0
- McIndoe 118' - k. - Vassell 95 - k.
- Blackburn - Huddersfield 3 - 1
- Bellamy 11', 84', Khizaniszwili 60' - Abbott 79'

## 3. runda
25 października 2005
- Aston Villa - Burnley 1 - 0
- Phillips 21'
- Blackburn - Leeds United 3 - 0
- Emerton 59', Dickov 75', Neill 88'
- Crystal Palace - Liverpool 2 - 1
- Freedman 39', Reich 65' - Gerrard 39'
- Doncaster - Gillingham 2 - 0
- Heffernan 83', 88'
- Fulham - West Brom 2 - 3 (po dogr.)
- Boa Morte 62', Helguson 90' - Earnshaw 2', Kanu 87', Inamoto 98'
- Mansfield - Millwall 2 - 3
- Brown 66', Barker 67' - May 24', Robinson 60', Livermore 89'
- Reading - Sheffield United 2 - 0
- Kitson 53', 74'
- Sunderland - Arsenal 0 - 3
- Eboue 60', van Persie 66' - k., 86'
- Wigan - Watford 3 - 0 (po dogr.)
- Taylor 97' - k., Johansson 116', 120'

26 października 2005
- Birmingham - Norwich 2 - 1
- Pennant 4', Jarošik 85' - Taylor 40' - sam.
- Bolton - West Ham 1 - 0
- Borgetti 63'
- Cardiff - Leicester 0 - 1
- Johansson 10'
- Chelsea - Charlton 1 - 1 k. 4-5
- Terry 41' - Bent 45'
- Everton - Middlesbrough 0 - 1
- Hasselbaink 37'
- Grimsby - Newcastle 0 - 1
- Shearer 79'
- Manchester Utd - Barnet 4 - 1
- Miller 3', Richardson 18', Rossi 50', Ebanks - Blake 88' - Sinclair 73'

## 1/8 finału
29 listopada 2005
- Arsenal - Reading 3 - 0
- Reyes 12', van Persie 42', Lupoli 65'
- Doncaster - Aston Villa 3 - 0
- McIndoe 20' - k., Heffernan 53', Thornton 79'
- Millwall - Birmingham 2 - 2 k. 3 - 4
- A. Dunne 57', Elliott 116' - Gray 10', Heskey 102'

30 listopada 2005
- Wigan - Newcastle 1 - 0
- Connolly 88' - k.
- Bolton - Leicester 2 - 1 (po dogr.)
- Borgetti 104', Vaz Te 106' - G. Williams 110'
- Charlton - Blackburn 2 - 3
- Ambrose 37', Murphy 50' - Kuqi 75', Thompson 81', Bentley 88'
- Manchester Utd - West Brom 3 - 1
- C. Ronaldo 12' - k., Saha 16', O'Shea 56' - Ellington 77'
- Middlesbrough - Crystal Palace 2 - 1
- Viduka 52', Nemeth 55' - Queudrue 31 - sam.

## 1/4 finału
20 grudnia 2005
- Birmingham - Manchester Utd 1 - 3
- Jarosik 75' - Saha 46', 63', Park 50'
- Wigan - Bolton 2 - 0
- Roberts 40', 45'

21 grudnia 2005
- Middlesbrough - Blackburn 0 - 1
- Dickov 90'
- Doncaster - Arsenal 2 - 2 k. 1 - 3
- McIndoe 4', Green 104' - Owusu-Abeyie 63', Gilberto Silva 120'

## 1/2 finału
Pierwsze mecze:
10 stycznia 2006
- Wigan - Arsenal 1 - 0
- Scharner 78'

11 stycznia 2006
- Blackburn - Manchester Utd 1 - 1
- Pedersen 35' - Saha 30'

Rewanże:
24 stycznia 2006
- Arsenal - Wigan 2 - 1
- Henry 65', van Persie 108' - Roberts 119'

25 stycznia 2006
- Manchester Utd - Blackburn Rovers 2 - 1
- van Nistelrooy 8', Saha 51' - Reid 32'

## Finał
26 lutego 2006
Manchester United - Wigan Athletic 4 - 0 (1 - 0)
- 1 - 0 - Rooney (33)
- 2 - 0 - Saha (55)
- 3 - 0 - C. Ronaldo (59)
- 4 - 0 - Rooney (61)